# Gare de Van Nuys
La  gare de Van Nuys est une gare ferroviaire des États-Unis située à Van Nuys en Californie ; elle est desservie par Amtrak. C'est une gare avec personnel.

## Histoire
Elle est mise en service en 1995.

## Service des voyageurs

### Desserte
- Lignes d'Amtrak[1] :
  - Le Coast Starlight: Los Angeles - Seattle
  - Le Pacific Surfliner: San Diego - San Luis Obispo
- Metrolink
  - Ventura County Line: East Ventura - Los Angeles